# Ytriktig projektion
Ytriktig projektion är en kartprojektionsmetod inom kartografi som bevarar relativ area för ytan i alla kartregioner. 
Ytriktiga kartor används i ofta för att illustrera fördelningar, såsom befolkningstäthet, jordbruksmarkfördelning, skogsområden och så vidare, eftersom en karta med lika yta inte ändrar den skenbara tätheten av det fenomen som kartläggs.

Världen avbildad med Lamberts projektion tillsammans med punkter som visar förvrängningen.

Enligt Gauss Theorema egregium kan en ytriktig projektion inte vara en konform avbildning. Detta innebär att ytriktiga projektioner oundvikligen förvränger kartans former. Även om en lokalt område på en karta kanske inte ser ut att ha någon förvrängning, så blir  förvrängningen mer uppenbar på kartor över större områden.
Ett exempel på en ytriktig projektion är Lamberts cylindriska ytriktiga projektion.